# Groppelli

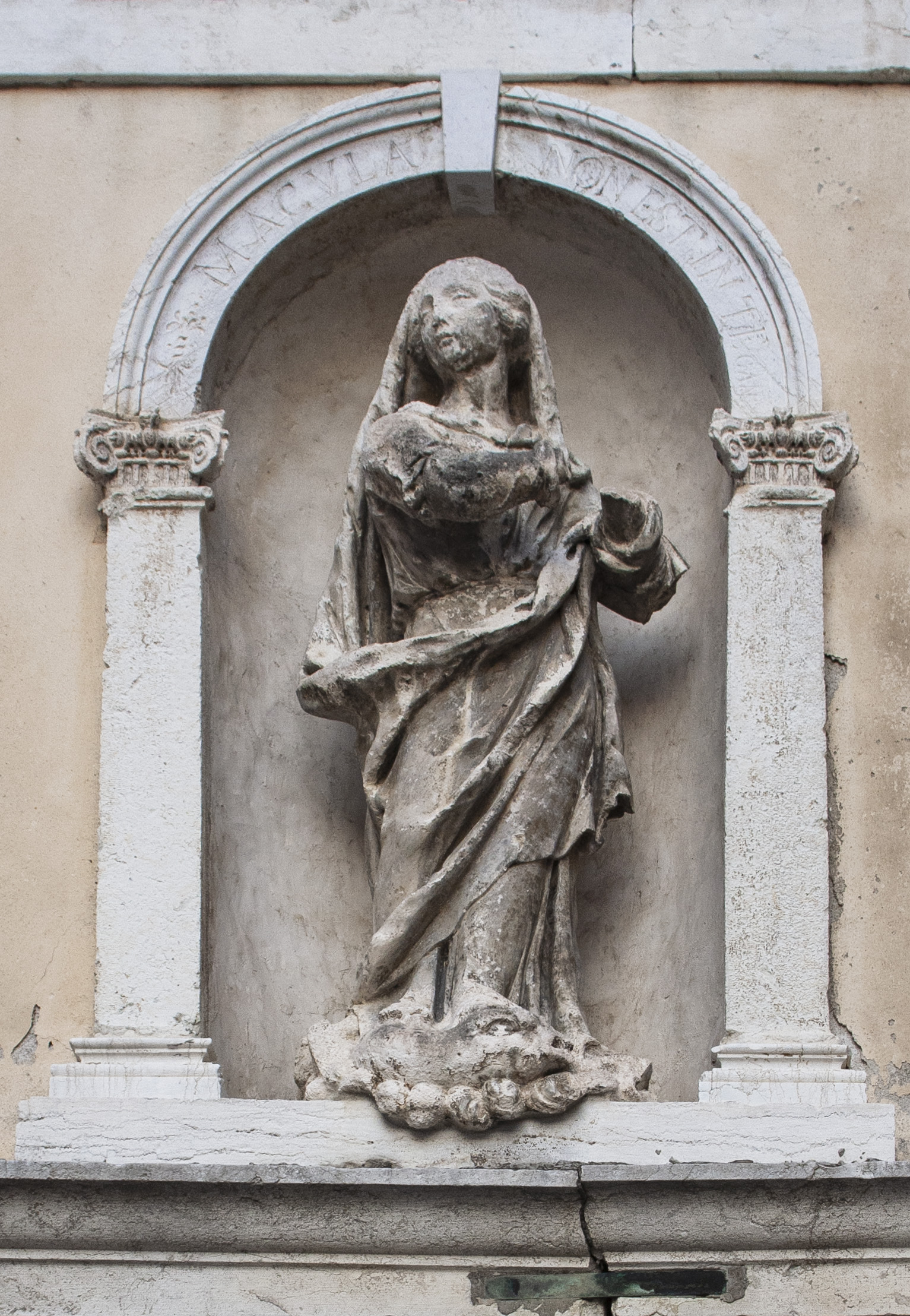
Madonna Immacolata, facciata della chiesa di San Samuele (Venezia), unica opera nota del capostipite Giovanni Battista Groppelli

I Groppelli furono una famiglia di scultori italiani attivi tra il XVII ed il XVIII secolo, soprattutto nell'area di influenza veneziana.

## La famiglia
Giovanni Battista Groppelli (Venezia oppure Modena, 1640 circa – Venezia, 8 maggio 1714), figlio di un Marino scultore da Modena (probabilmente quel Marino attivo a Modena a servizio del duca Francesco I d'Este), rimane il capostipite certo. 
Attivo a Venezia non ebbe mai una propria bottega, probabilmente collaborò con Giuseppe Sardi, Clemente Molli e Giusto Le Court di cui fu sicuramente amico, tant'è che furono i padrini dei suoi tre figli. Unica sua opera nota, ma assai rovinata, è l'Immacolata della facciata della chiesa veneziana di San Samuele, databile al 1685.
Marino Groppelli primogenito di Giovanni Battista che ebbe come padrino di battesimo Clemente Molli, fu scultore e architetto
Fu l'artista più rinomato della famiglia, attivo, soprattutto come altarista, a Venezia, Grado, Fratta Polesine, Udine e per diversi anni nella Repubblica di Ragusa. 
Dei suoi tre figli Giovanni Battista junior (morto nel 1756) e Francesco continuarono l'attività paterna mentre Nicolò rimase un semplice tagliapietra.
Giuseppe Groppelli fu il secondogenito di Giovanni Battista ed ebbe come padrino di battesimo Giuseppe Sardi. Anch'egli scultore fu apprendista presso il fratello maggiore Marino. Successivamente ebbe una propria bottega assieme fratello minore Paolo con cui lavorò a Venezia, Lubiana, Pirano, Zara e Noventa Padovana. Pochi lavori sono ascrivibili esclusivamente alla sua mano.
Paolo Groppelli, il terzogenito di Giovanni Battista ebbe come padrino di battesimo Giusto Le Court. Anch'egli fu scultore e apprendista presso il fratello maggiore Marino e successivamente si unì in una propria bottega con il fratello Giuseppe. A differenza di questi di rielaborò gli stimoli del periodo di formazione in un linguaggio scultoreo più completo per cui è più agevole ricostruirne un catalogo autonomo. Lavorò con il fratello a Venezia, Lubiana, Pirano, Zara e Noventa Padovana e dopo la morte di questi a Sacile, Pozzuolo del Friuli e Finale Emilia.